# Cache Creek (British Columbia)
Cache Creek ist ein Dorf im südlichen Teil der kanadischen Provinz British Columbia. Cache Creek hat seine Bedeutung als Verkehrsknotenpunkte zwischen den Highways 1 und 97 sowie Endpunkt des Highway 99.

## Geographie
Cache Creek liegt im südlichen Teil British-Columbias auf dem Thompson Plateau. Durch Cache Creek fließt der Bonaparte River, südlich der Gemeinde der Fraser River.
Im Gebiet der Gemeinde wurden zahlreiche pflanzliche Fossilien aus dem Eozän gefunden, darunter Dillhoffia und Trochodendron drachuckii.

## Geschichte

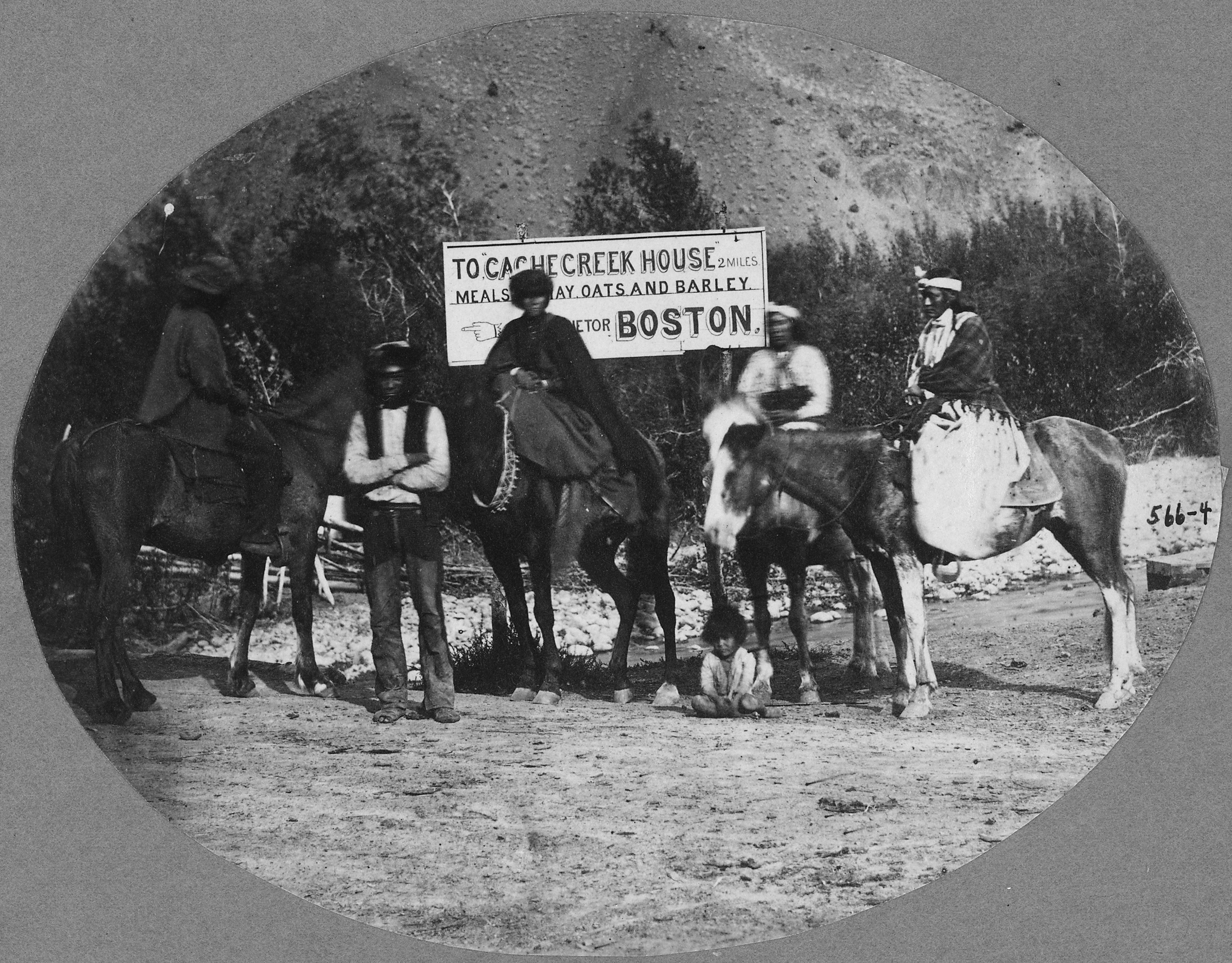
Bonaparte-River-Indianer mit Pferden 2 Meilen von Cache Creek entfernt

Cache Creek hatte historische Bedeutung als Zwischenstation an der alten Cariboo Road. Daraus entwickelte sich ein kleines Dorf. Die offizielle Gründung, in Form der Zuerkennung der kommunalen Selbstverwaltung, für die Siedlung erfolgte am 25. Februar 1959 (incorporated als Local District Municipality). Am 28. November 1967 änderte sich der Status der Gemeinde dann in den einer Village Municipality (vergleichbar einem Dorf).

## Demographie
Die letzte offizielle Volkszählung, der Census 2016, ergab für die Ansiedlung eine Bevölkerungszahl von 963 Einwohnern, nachdem der Zensus 2011 für die Gemeinde noch eine Bevölkerungszahl von 1.040 Einwohnern ergab. Die Bevölkerung nahm damit im Vergleich zum letzten Zensus im Jahr 2011 um 7,4 % zu und entwickelte sich damit deutlich gegen den Provinzdurchschnitt, dort mit einer Bevölkerungszunahme von 5,6 %. Im Zensuszeitraum 2006 bis 2011 hatte die Einwohnerzahl in der Gemeinde mit einer Zunahme um 0,3 % noch stagniert, während sie im Provinzdurchschnitt um 7,0 % zunahm.
Zum Zensus 2016 lag das Durchschnittsalter der Einwohner bei 49,5 Jahren und damit weit über dem Provinzdurchschnitt von 42,3 Jahren. Das Medianalter der Einwohner wurde mit weit überdurchschnittlichen 54,9 Jahren ermittelt. Das Medianalter aller Einwohner der Provinz lag 2016 bei 43,0 Jahren. Zum Zensus 2011 wurde für die Einwohner der Gemeinde noch ein Medianalter von 51,0 Jahren ermittelt, bzw. für die Einwohner der Provinz bei 41,9 Jahren.

## Verkehr
Der Verkehr hat für Cache Creek traditionell eine wichtige Bedeutung. In Cache Creek zweigt vom Highway 1, dem Trans-Canada Highway, die Cariboo Road nach Norden ab, die Teil des Highway 97 ist. Die Cariboo Road führt nach 100 Mile House. Darüber hinaus trifft 11 km nördlich vom Ortszentrum der Highway 99 auf die Cariboo Road, der von Vancouver und Whistler her kommt.
Auf Highway 1, der von Süden kommend eine gemeinsame Streckenführung mit Highway 97 hat, trifft Highway 97C ca. 5 km südlich des Ortszentrums. Highway 97C, der sogenannte Okanagan-Connector, erschließt die Gegend zwischen dem Großraum Kelowna und Cache Creek.
Ab dem Abzweig von Highway 97 führt der Trans-Canada Highway Richtung Osten und folgt dem Lauf des Fraser Rivers Richtung Kamloops.
Der öffentliche Personennahverkehr wird örtlich und mit regionalen Verbindungen nach Clinton und  Ashcroft durch das „Ashcroft-Cache Creek-Clinton Transit System“ angeboten, welches von BC Transit betrieben wird.